# Високи напон (филм)
Високи напон је југословенски филм из 1981. године. Режирао га је Вељко Булајић који је написао и сценарио заједно са Мирком Бошњаком и Иваном Салечић а главну улогу је одиграла Божидарка Фрајт.

## Радња
После Другог светског рата у Загреб стижу млади радници међу њима и радница Соња, радници су потребни за изградњу првог генератора у фабрици Раде Кончар. Како нема довољно стручњака ни потребних делова, једина нада су пријатељске комунистичке земље Чехословачка и СССР. Након резолуције Информбироа на ту помоћ се више не може рачунати.

## Улоге
| Глумац                   | Улога                                     |
| ------------------------ | ----------------------------------------- |
| Божидарка Фрајт          | Соња                                      |
| Вања Драх                | директор                                  |
| Милан Штрљић             | Стјепан                                   |
| Љубиша Самарџић          | Иво                                       |
| Реља Башић               | Јурчец                                    |
| Звонко Лепетић           | Ђуро                                      |
| Велимир Бата Живојиновић | Министар Цукић                            |
| Иво Грегуревић           | друг Владо                                |
| Сања Вејновић            | скојевка                                  |
| Предраг Ејдус            | Удбаш                                     |
| Антун Налис              | Конобар                                   |
| Илија Ивезић             | Једноруки друг из комитета                |
| Звонко Стрмац            | Инжењер Балаш                             |
| Љиљана Газдић            | Магдалена                                 |
| Нада Гаћешић             | Спикерка                                  |
| Лена Политео             | Ђурина жена                               |
| Деметер Битенц           | Продавац скица                            |
| Звонимир Торјанац        | Инжењер Марек (као Звонко Торјанац)       |
| Звонимир Ференчић        | Трговац                                   |
| Иво Јуриша               | Оперски певач                             |
| Јадранка Матковић        | Омладинка                                 |
| Антун Кујавец            | Рецепционер у хотелу                      |
| Финка Павичић            | Продавачица карата на железничкој станици |
| Бранимир Видић           | Друг из студентског комитета              |
| Миа Оремовић             | Благајница                                |
| Ервина Драгман           | Мајка инжењера Јурчеца                    |
| Драгица Новаковић        |                                           |
| Адам Ведерњак            |                                           |
| Предраг Петровић         |                                           |
| Данило Попржен           |                                           |

## Награде
1. На 28. Филмском фестивалу у Пули 1981. године:
- Младен Пребил – Златна арена за тон у филму
- Весна Лажета – Златна арена за монтажу

2. Врњачка бања 81' - 3. награда за сценарио
3. Ниш 81' - Велика повеља Божидарки Фрајт
4. Венеција 81' - пратећи програм